# Дімітрі Узнадзе
Дмитро Миколайович Узнадзе (груз. დიმიტრი ნიკოლოზის ძე უზნაძე; *1 січня (20 грудня) 1886, село Сакара, зараз Зестафонський район Грузії — †12 жовтня 1950, Тбілісі) — грузинський філософ та психолог, що розробив загальнопсихологічну теорію установки.

## Біографія
Дмитро Узнадзе отримав освіту в Лейпцизі (1909) та Харкові (1913). Один із засновників та професор Тбіліського державного університету (тепер – Тбіліський державний університет імені Іване Джавахішвілі) (1918), де він створив кафедру психології, якою він завідував до своєї смерті. Директор Інституту психології АН Грузії, академік АН Грузії (1941).
Навчався в Кутаїській гімназії. У 1905 році навчався на філософському факультеті Лейпцигського університету. У 1907 році написав першу наукову роботу (присвячену творчості Лейбніца), яку рада університету відзначила премією, через два роки підготував працю про філософську спадщину В. С. Соловйова. У 1909 році отримав ступінь доктора філософії в Галле. У тому ж році повернувся до Росії. З 1910 по 1913 роки навчався (здавав іспити екстерном) на історико-філологічному факультеті Харківського університету, який закінчив із дипломом 1 ступеня. У ці ж роки написав свої перші праці з психології: серія праць під загальною назвою «Цели воспитания» (1910), «Очерки по экспериментальной педагогике» (1911), «Основная трагедия воспитания» (1912). У 1912 році вийшла друком книга «Введение в экспериментальную педагогику». У 1914–1916 роках викладав історію в Кутаїській жіночій гімназії, у 1915–1918 роках також викладав логіку та психологію в Кутаїському духовному училищі, у 1915–1918 роках працював директором грузинської школи «Сінатле» в Кутаїсі. Здійснював просвітницьку та лекційну роботу в межах так званого «Народного університету».
У 1925–1927 роках декан педагогічного факультету Тифліського університету. 1927 року заснував «Товариство психологів Грузії» та керував ним. З 1931 року професор. У 1935 році кваліфікаційна комісія надала йому ступінь доктора наук. У 1931–1940 роках професор та завідувач кафедри психології Кутаїського педагогічного інституту. У 1939–1940 роках декан філологічного факультету Тбіліського університету. 
Завідувач сектору психології (1941–1942), директор Інституту психології АН Грузинської РСР (1943–1950).
Вважається одним із основоположників сучасної психології. Автор робіт «Основні положення теорії установки» (1961) та «Експериментальні основи психології установки» (1966), в яких вводиться та обґрунтовується поняття установки як «границі» між суб'єктивним та об'єктивним. Виникаючи при зіткненні потреб суб'єкта та об'єктивної ситуації її задоволення, установка, за Узнадзе, представляє з себе цілісний, недиференційований стан суб'єкта, що передує діяльності. Установка Узнадзе є формою дослідження несвідомого.
Заслужений діяч Грузинської РСР (1946), нагороджений орденом Трудового Червоного Прапора (1945).

## Праці
- Die metaphysische Weltanschauung W. Ssolowiows mit orientierendem Überblick seiner Erkenntnistheorie, Halle/Saale, 1909;
- Загальна психологія, 1940 (перевидана в 2004).
- Експериментальні основи психології установки, 1949
- Психологічні дослідження. — М., 1966.

## Праці його школи
- Прангишвили А. С. Исследования по психологии установки. — Тб., 1967.
- Надирашвили Ш. А. Дмитрий Николаевич Узнадзе (к 100-летию со дня рождения)